# Жорж Дијамел
Жорж Дијамел (фр. Georges Duhamel; Париз, 30. јун 1884 — Валмонд, 13. април 1966) био је француски књижевник, аутор огледа, приповедака и цикличних романа: Живот и авантуре Салавена (1920—1932); Хроника породице Паскје (1933—1945).
Био је члан Француске академије од 1935. до смрти.